# Weixinisme

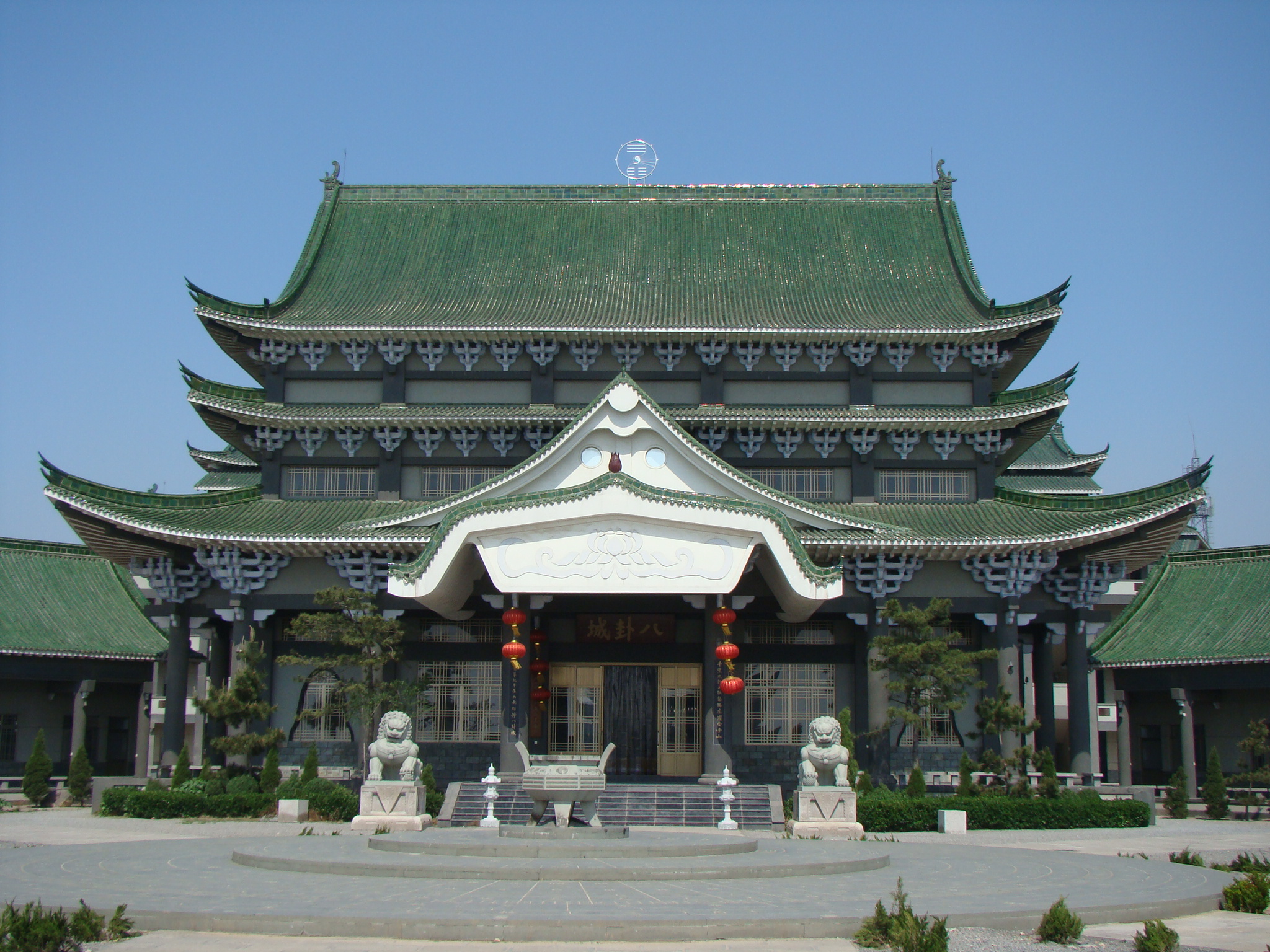
Temple des Huit Symboles en Qi, Hebi, de l'Église weixiniste au Henan, Chine continentale.

Le weixinisme (chinois : 唯心教 ; pinyin : Wéixīnjiào ; zhuyin : ㄨㄟˊ ㄒㄧㄣ ㄐㄧㄠˋ), appelé parfois la Sainte Église du Seul Cœur (唯心聖教, wéixīn shèngjiào, zhuyin : ㄨㄟˊ ㄒㄧㄣ ㄕㄥˋ ㄐㄧㄠˋ) est un des nombreux nouveaux mouvements religieux nés à Taïwan au XXe siècle. Il a été considéré par des Taïwanais comme une forme institutionnalisée de la religion populaire chinoise. Le mouvement a été fondé en 1984 à Taichung par le Grand Maître Hun Yuan. Il compte « quelque 300 000 membres, ainsi qu’un cercle de sympathisants estimé à un million par le ministère de l’Intérieur de Taïwan ». Le weixinisme est une synthèse de la religion et de la philosophie traditionnelles chinoises. Il propose sa propre interprétation de l’histoire mythique de la Chine ancienne. Le mouvement a connu un succès relativement rapide, en partie grâce à son enseignement du Yi Jing et du Feng shui, et à ses grandes cérémonies publiques en l’honneur des ancêtres chinois.

## Origines
Le weixinisme fut fondé dans les années 1980, période qui vit la fin de la loi martiale à Taïwan. La liberté religieuse ainsi établie permit à plusieurs nouveaux mouvements religieux d’être légalement reconnus. En même temps, la révolution culturelle en Chine avait persuadé de nombreux Taïwanais qu’une mission spéciale était confiée à leur île, celle de préserver les traditions de la culture chinoise qui risquaient de disparaître dans la république populaire de Chine. Plusieurs nouveaux mouvements religieux se présentèrent alors en tant que gardiens d’une « orthodoxie » chinoise, conçue comme l’authentique tradition culturelle et religieuse millénaire de la Chine .

Le weixinisme compte parmi les mouvements qui développèrent cette stratégie avec le plus de succès. Il fut fondé à la suite des expériences mystiques de Chang Yi-Jui, né à Zhongliao, près de Nantou à Taïwan, en 1944, qui fut connu plus tard sous le nom de Grand Maître Hun Yuan. Avant de tomber sérieusement malade en 1982, Chang, qui dirigeait une société de recensement cadastral, n’était pas très religieux, même s’il s’intéressait déjà au Yi Jing et au Feng shui. Une fois tiré d’affaire, il tint sa guérison pour miraculeuse et décida de consacrer sa vie à la spiritualité.
Il déclara avoir reçu des messages soit de l’Empereur de Jade, traditionnellement lié au Vénérable Céleste de l’Origine Première Yuanshi Tianzun, soit de Guiguzi, l’auteur présumé de plusieurs traités de stratégie politique écrits entre les dernières années de la période des Royaumes combattants et la fin de la dynastie Han, qui fut ensuite divinisé dans la religion populaire chinoise. Se considérant désormais dans un état d’union mystique avec Guiguzi, Chang ouvrit une petite salle de prière à Taichung et commença à réunir quelques fidèles. En 1984, il donna à la salle de prière, réaménagée, le nom de temple de Shennong et proclama qu’une révélation divine lui avait donné le nom de Grand Maître Hun Yuan. En 1987, il déclara auprès des autorités taïwanaises son mouvement sous le nom de weixinisme, ou « Enseignements Sacrés de l’Esprit Pur ».
En 1989, le siège fut transféré dans des locaux plus imposants près de Nantou, dans le complexe architectural qui prit le nom de Temple Hsien Fo. Le développement du weixinisme suscita la construction d’une quarantaine de temples à Taïwan et de branches étrangères au Japon, au Vietnam, en Australie, aux États-Unis, au Canada et en Espagne. Deux grands ensembles architecturaux, appelés Villes des Huit Trigrammes (Ba Gua) sont en construction et ont été partiellement inaugurés, une en 2001 sur la montagne de Yunmeng, dans la province chinoise du Henan, et une autre en 2008 à Nantou, à Taïwan.

## Activités éducatives
Le succès du weixinisme est surtout dû à la popularité de ses cours de Yi Jing et de Feng shui. Ces deux systèmes font l’objet d’un grand intérêt à Taïwan, en Chine, et dans l’émigration chinoise dans le monde. Beaucoup d’Occidentaux s’y intéressent également. Des enseignements supérieurs sur ces sujets sont offerts par le Collège weixiniste, qui a été reconnu en 2013 par le ministère de l’Éducation de Taïwan comme institut de niveau universitaire. L’université Yi Jing propose de son côté une « éducation permanente » sur ces mêmes disciplines aux adultes, et assure aussi la coordination des cours de Yi Jing que le mouvement offre aux enfants à Taïwan. Entre 1996 et 2016, deux millions d’enfants ont fréquenté ces cours. Le weixinisme a aussi organisé plusieurs colloques scientifiques, avec des universitaires de Taïwan, de Chine, de Corée du Sud, d’Europe et des États-Unis.
Le weixinisme publie régulièrement des livres du Grand Maître Hun Yuan, qui se présente au public taïwanais tous les jours dans le cadre des programmes de télévision Voir toutes les possibilités du Yi Jing et du Feng Shui (1998), Venez tous apprendre le Yi Jing (1998), et Le Feng Shui chez moi (digital, 2004). Le mouvement s’est aussi doté de sa propre chaîne de télévision, Wei Xin TV. Le weixinisme pense que le Yi Jing doit être enseigné en tant que système pratique de divination et non pas seulement dans sa dimension philosophique, et que le Feng shui ne doit pas seulement être vu comme une technique pour arranger la maison et les meubles de façon harmonieuse, mais qu’il doit plutôt être envisagé en tant que système complet de vie en harmonie avec la nature.

## Activités sociales
La notion de Feng shui que prône l'Église weixiniste la motiva à établir, à la suite du séisme de 1999 à Chichi, le Cercle d’intérêt Yi Jing et Feng shui, transformé ensuite en équipe de service Cercle d’intérêt Feng shui. Il donne des conseils pour bâtir des édifices antisismiques d’après les principes du Feng shui, mais il offre aussi son aide aux familles en détresse à Taïwan et en Chine. D’autres programmes ont pour but d’améliorer les conditions dans les usines et autres lieux de travail de Taïwan, toujours en appliquant les règles du Feng Shui.
D’après la tradition populaire chinoise, ce fut Guiguzi qui fonda la première école de diplomatie dans le monde. Dans cette lignée, l'Église organise diverses activités fondées sur la « culture de Guiguzi », afin de promouvoir la réconciliation spirituelle entre Taïwan et la Chine, réconciliation que le Grand Maître Hun Yuan voit comme condition préliminaire et impérative à la solution des problèmes politiques. 
L’Association Taiwan Wei Xin pour la paix dans le monde a été créée en 2009, pour aller au-delà des problèmes locaux de Taïwan et promouvoir la réconciliation des peuples après des siècles de guerres et d’inimitié.

## Doctrine
La théologie du weixinisme se base sur l’histoire mythique de la Chine, largement dérivée de la religion populaire chinoise. Au commencement de cette histoire se situe la mythologie de la cordillère du Kunlun, où aurait existé la plus ancienne civilisation du monde. L’héritier de la sagesse de Kunlun aurait été Fuxi, roi mythique du troisième millénaire avant notre ère, auquel est également attribuée la création du Yi Jing. Fuxi aurait ensuite transmis ses enseignements à Jiutian Xuannü, la déesse de la longévité incarnée sur Terre. À son tour, elle aurait initié à la sagesse primordiale les trois ancêtres mythiques des peuples chinois : l’Empereur Yandi, l’Empereur Jaune Huángdì et Chiyou.
Ce dernier, Chiyou, est normalement considéré comme le vilain de l’histoire mythique de la Chine, qui fut finalement vaincu par Yandi et Huángdì. L’une des spécificités du weixinisme est précisément d’opérer la réhabilitation de Chiyou, dès lors considéré comme l’ancêtre des minorités ethniques chinoises. La réconciliation après les guerres qui ont ensanglanté l’histoire chinoise aurait comme condition, d’après le weixinisme, la vénération de Chiyou au même titre qu'Yandi et Huángdì.
Guiguzi, d’après le weixinisme, fut l’héritier légitime des trois grands ancêtres. Le même Bodhisattva Wang Chan Lao Chu qui s’incarna en Guiguzi est aujourd’hui mystérieusement uni au Grand Maître Hun Yuan. L’idée d’une lignée ininterrompue qui va de Fuxi aux trois ancêtres et à Guiguzi, et jusqu’au Grand Maître Hun Yuan, est présentée par le weixinisme comme la garantie de son « orthodoxie » culturelle. On ajoute que les trois ancêtres sont également à l’origine des familles royales japonaise, coréenne et vietnamienne : ainsi, tout l’Extrême-Orient serait rattaché à la même lignée.
Les révélations de Guiguzi au Grand Maître Hun Yuan et les écrits de ce dernier sont recueillis dans les seize Sutras de l’Apocalypse et dans plus de 18 000 volumes du Weixin Daozang. En effet, chaque mot du Grand Maître est recueilli par ses fidèles et inclus dans ces recueils.

## Rituels
Des chercheurs taïwanais ont interprété le weixinisme comme « l’institutionnalisation (…) de croyances populaires chinoises très répandues ». La pratique rituelle, y compris le chant des mantras, a un rôle central dans le mouvement. Il comprend des « services de dharma » quotidiens au siège central et dans les temples locaux, mais aussi des cérémonies bien plus compliquées. Le mouvement est persuadé que sa récitation chantée systématique de certains mantras a empêché certaines catastrophes, ou en a au moins atténué les effets.
À partir de 2004, le weixinisme a organisé chaque année au stade de Linkou à Taipei, le 1er janvier, une cérémonie de vénération des ancêtres chinois, qui a comme but la pacification des âmes de tous les ancêtres, surtout de ceux qui sont morts dans les centaines de guerres combattues tout au long de l’histoire chinoise. Il s’agit de cérémonies spectaculaires, auxquelles participent plus de 30 000 personnes, y compris parfois des leaders politiques tels que le président de la république de Taïwan ou des ministres. Le weixinisme croit que ces cérémonies ont un rôle très important pour assurer la paix dans le monde et favoriser la formation d’un royaume qui durera 5 000 ans et où il n’y aura plus de guerres .